# Drapeau de Regina
Le drapeau de Regina est la bannière qui représente la ville de Regina. Elle est composée d'un bicolore horizontal de bleu et jaune ainsi que d'une couronne au coin supérieur à la gauche. Il est présenté à la ville le 14 septembre 1992 par le gouverneur général du Canada à l'époque. Avant 1992, le drapeau était pourpre et reflètait les racines royales de la ville. Toutefois, il n'était pas officiel.

## Histoire
Le drapeau actuel est adopté à la réunion du 29 juin 1992. Avant cela, la ville possédait un drapeau qu'il utilisait depuis 1968. pourpre contenant un cercle doré ayant une couronne stylisée, décrit dans un article de 1992 du Regina Leader-Post : « le portrait craché d'une table de patio renversée ». Pour essayer de moderniser l'image de la capitale saskatchewanaise, un nouveau drapeau est adopté inspiré par les armoiries.

## Symbolisme
Le drapeau a un grand champ bleu en haut, représentant le ciel, et un petit champ doré en bas, représentant le grain. Une couronne blanche stylisée, symbolise le surnom de Regina : « Ville reine » (« Queen city » en anglais).

## Blason
Le blason est :
D'azur à une champagne d'or, à une représentation de la couronne royale d'argent au canton dextre du chef;.